# Privesa cristata
Privesa cristata är en insektsart som först beskrevs av Victor Antoine Signoret 1886.  Privesa cristata ingår i släktet Privesa och familjen Ricaniidae. Inga underarter finns listade i Catalogue of Life.